# ديلون بوروز
ديلون بوروز (بالإنجليزية: Dillon Burroughs)‏ هو كاتب أمريكي، ولد في 1976 في نورواك في الولايات المتحدة.